# حقوق الإنسان (كتاب)
حقوق الإنسان (بالإنجليزية: Rights of Man)، وهو كتاب من تأليف توماس بين عام 1791، بما في ذلك 31 مقالة، إلى أن الثورة السياسية الشعبية مسموح بها عندما لا تحمي الحكومة الحقوق الطبيعية لشعبها. باستخدام هذه النقاط كقاعدة تدافع عن الثورة الفرنسية ضد هجوم إدموند بيرك في «تأملات حول الثورة في فرنسا» (1790).
تم نشره على جزئين في شهر مارس عام 1791، وفبراير عام 1792.

## خلفية
كان توماس بين مؤيدا قويا جدا للثورة الفرنسية التي اندلعت عام 1789؛ وكان قد زار فرنسا في العام التالي. دعمها العديد من المفكرين الإنجليز، بما في ذلك ريتشارد برايس، الذي بدأ في جدل الثورة مع خطبته وكتيبه، مما رسم أوجه التشابه المواتية بين الثورة المجيدة عام 1688 والثورة الفرنسية. وردَّ المحافظ إدموند بيرك، بهجوم مضاد للثورة بعنوان «تأملات في الثورة في فرنسا» (1790)، ناشد فيه بقوة الطبقة التي هبطت، وباع هذا المؤلف زهاء الـ30000 نسخة. طبع جوزيف جونسون حقوق الإنسان في باين لنشرها بتاريخ 21 فبراير عام 1791، ثم سُحِبت خشية التعرض للمقاضاة. تدخلت جيه إس الأردن ونشرت في 16 مارس. ظهر الكتاب المؤلف من 90 ألف كلمة في يوم 13 مارس، أي بعد مضي ثلاثة أسابيع من الموعد المقرر. وباع ما يصل إلى مليون نسخة و «قرأت بفارغ الصبر من قبل الإصلاحيين، والمنشقين البروتستانت، والديمقراطيين، والحرفيين في لندن، والأيدي الماهرة للمصانع في الشمال الصناعي الجديد».

## وصلات خارجية
- نصوص كاملة (وموجزة) على «أرشيف سكواشد للفلسفة» (بالإنجليزية)
- نسخة صوتية لكتاب «حقوق الإنسان» على ليبري فوكس (بالإنجليزية)